# Spruthus

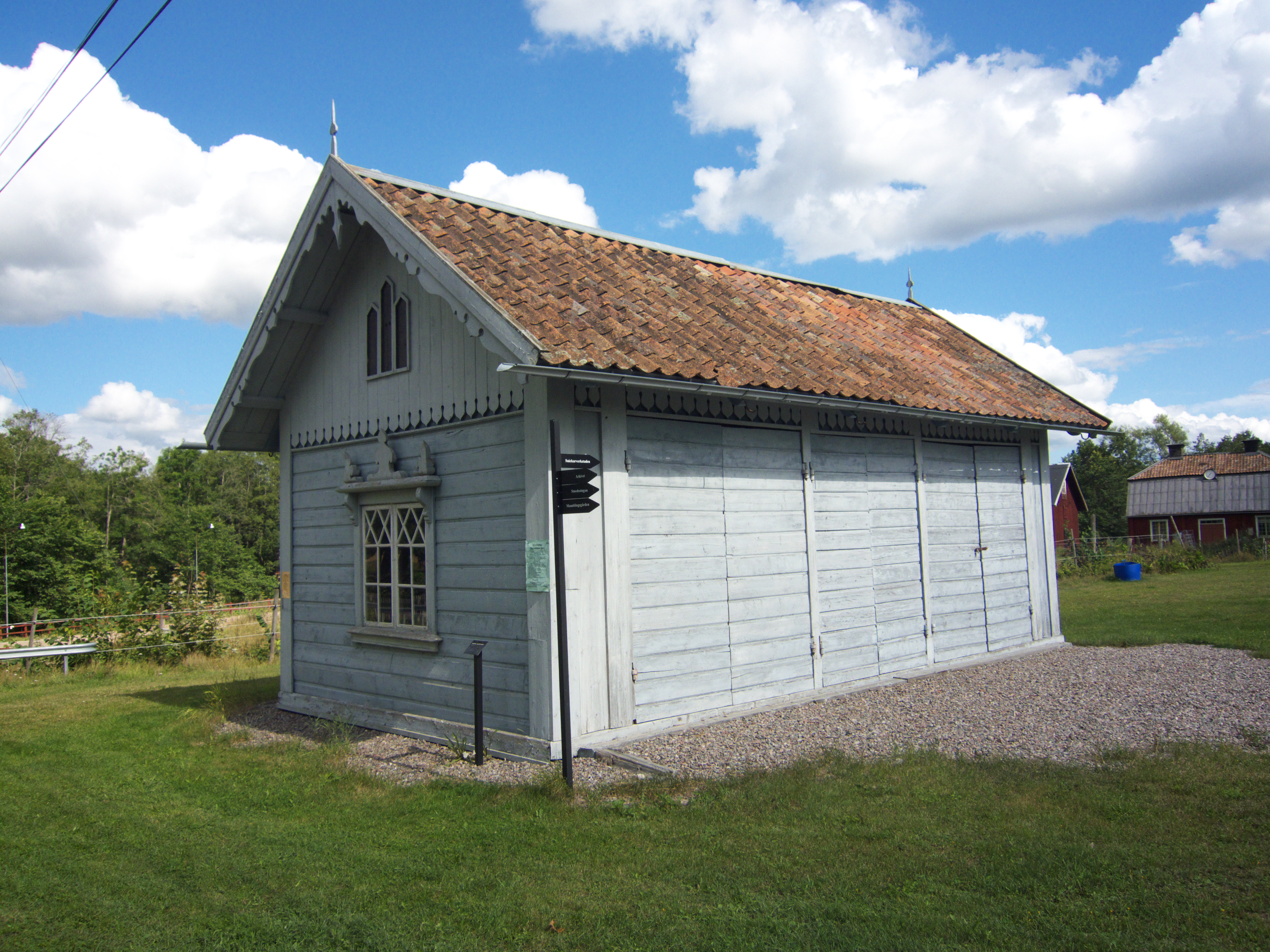
Spruthuset i Ullfors

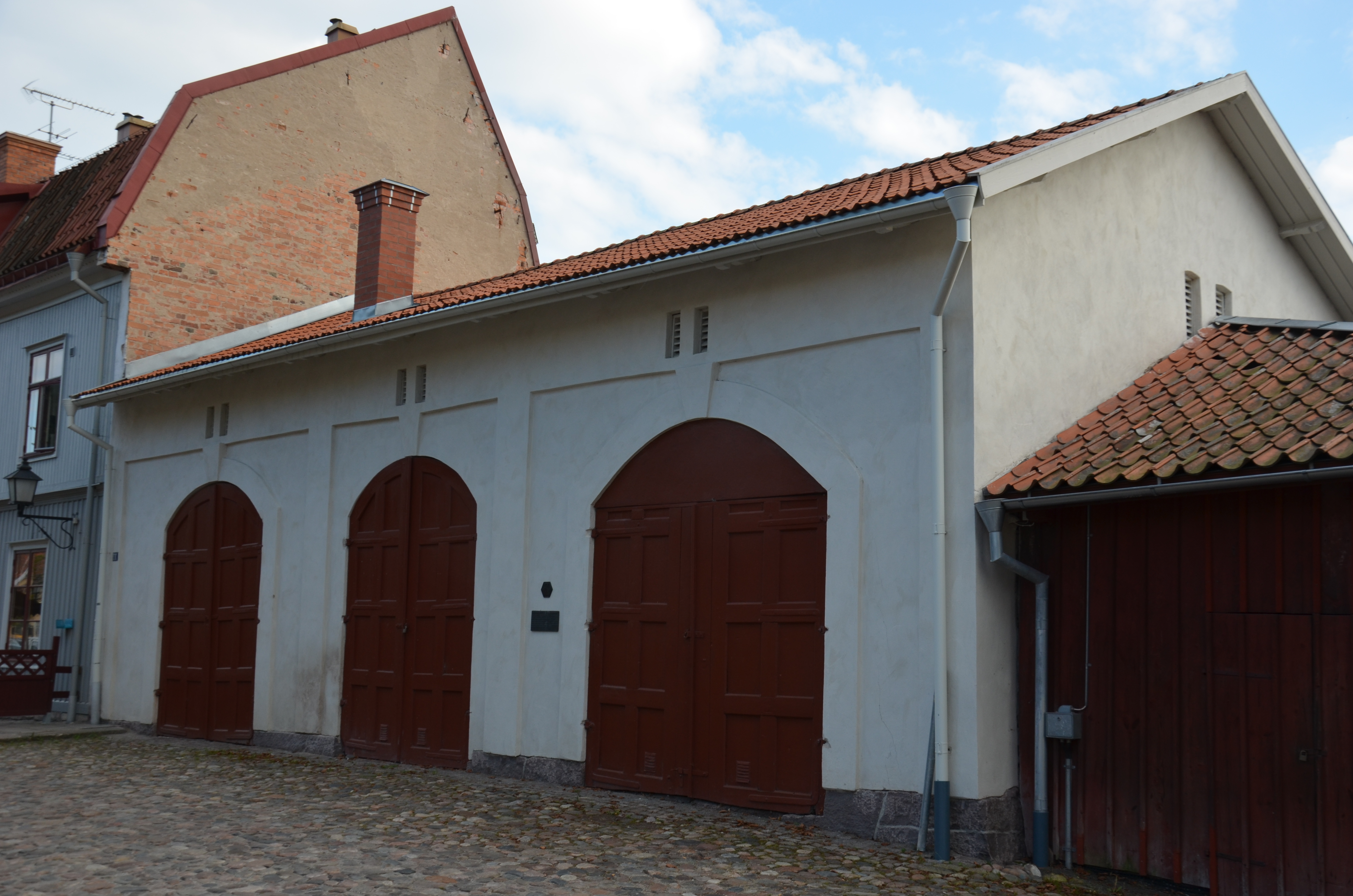
Spruthuset i Nora

Spruthus är förvaringslokaler för brandbekämpningsmaterial, vilka är föregångare till brandstationer. De är oftast små och enkla, lätt tillgängliga byggnader, där ortens eller bygdens vattensprutor och annan brandsläckningsutrustning förvarades.
En mindre svensk ort som Halmstad fick sin första frivilliga brandkår 1839, men sin första brandstation fick Halmstad 1903 vid Lilla Torg. Dessförinnan fanns sedan längre tillbaka fyra lokala spruthus: ett vardera för varje rote, varav ett vid Hamngatan uppfördes 1794. Enkla spruthus var användbara under den tid som brandförsvar var ett mycket lokalt ansvar. Lunds domkyrka hade till exempel fram till 1836 ett eget spruthus omedelbart utanför huvudingången, vilket inrättades 1775. 

## Bildgalleri

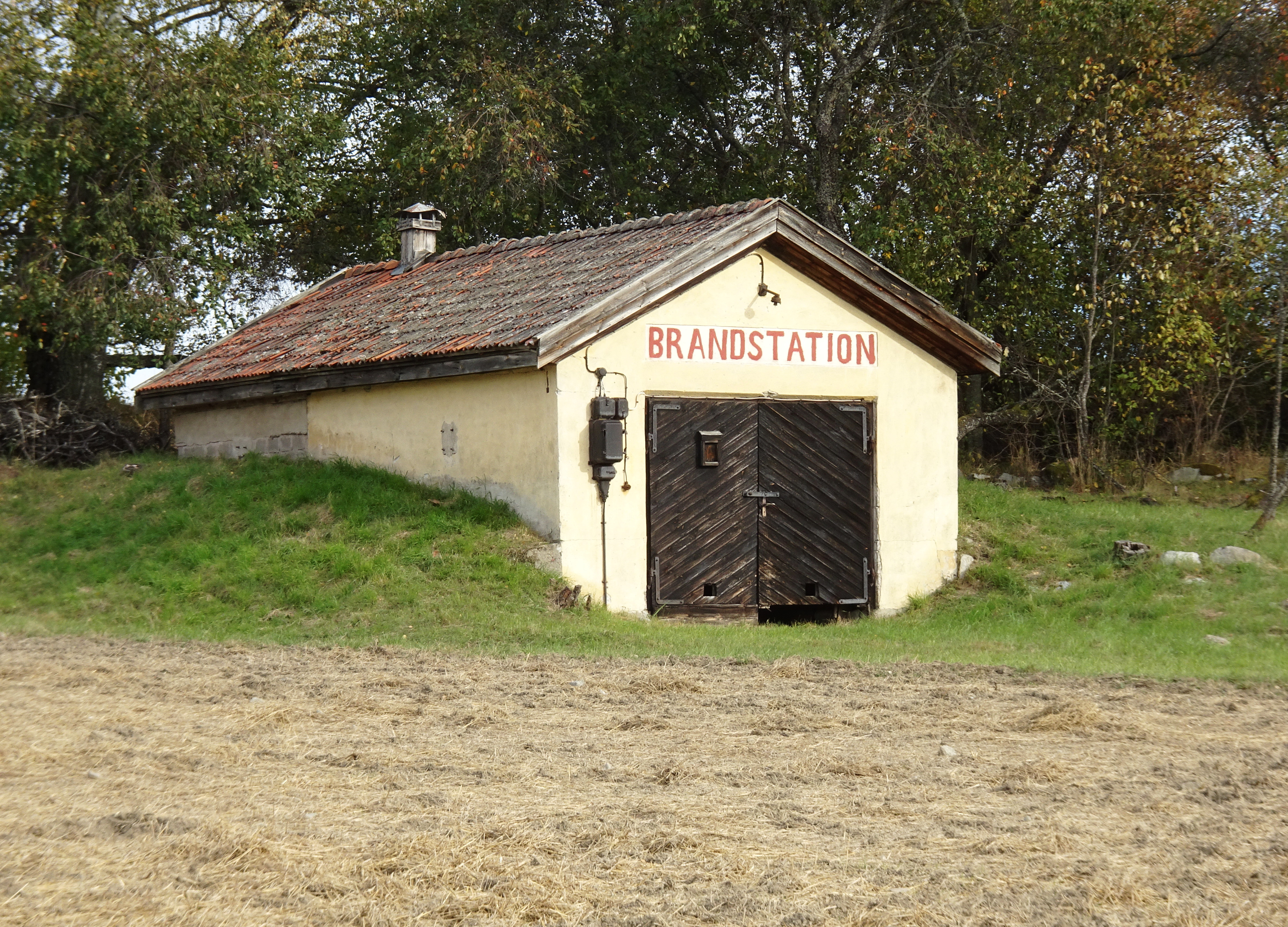
Spruthuset i Ytterenhörna
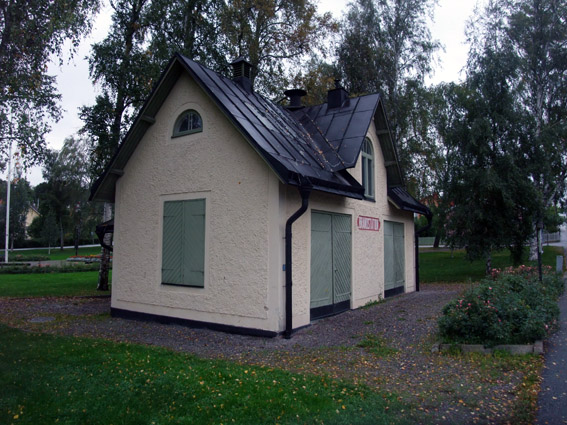
Spruthuset i Duvbo i Sundbyberg
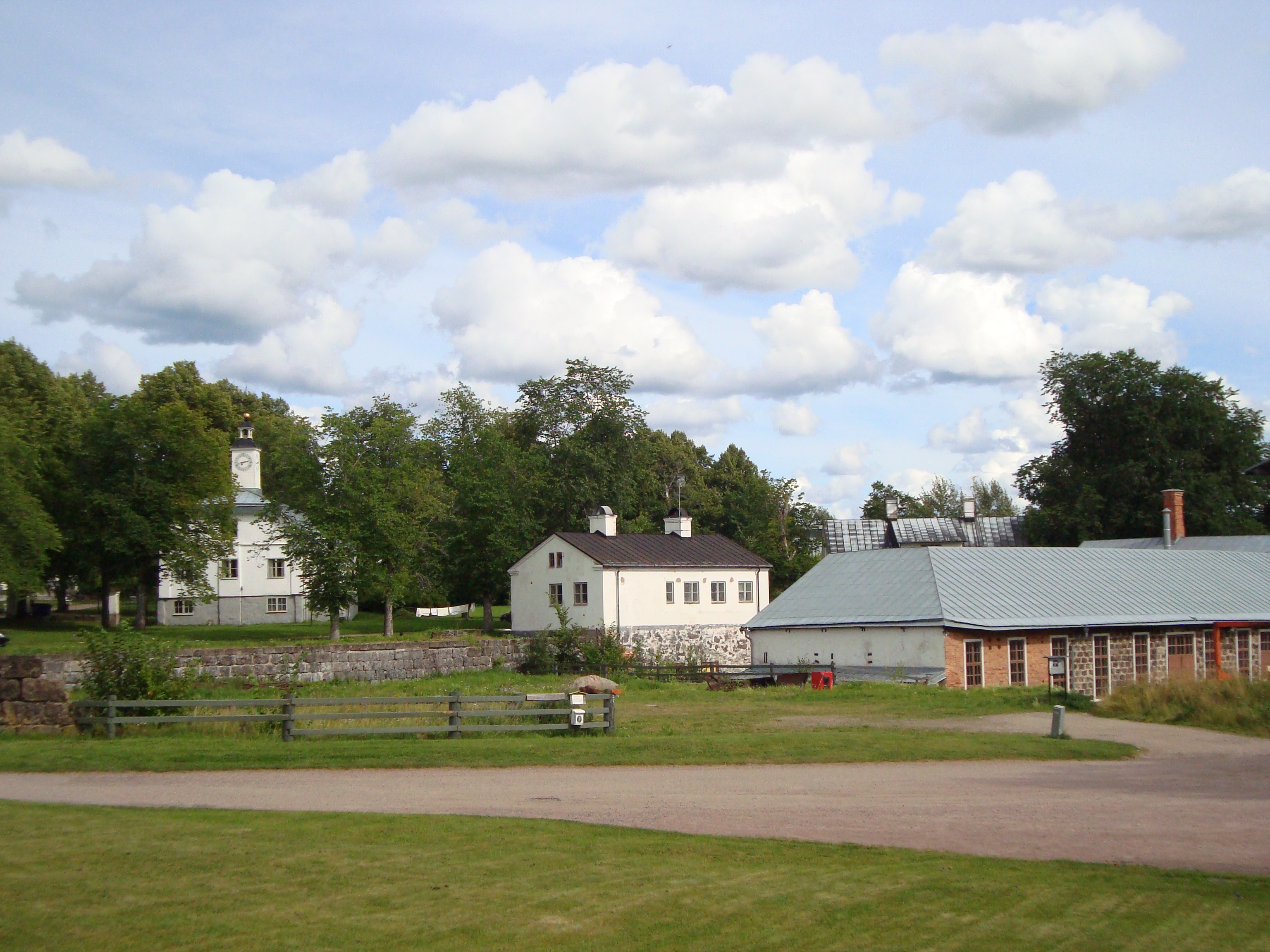
Spruthus på Stjärnsunds bruk
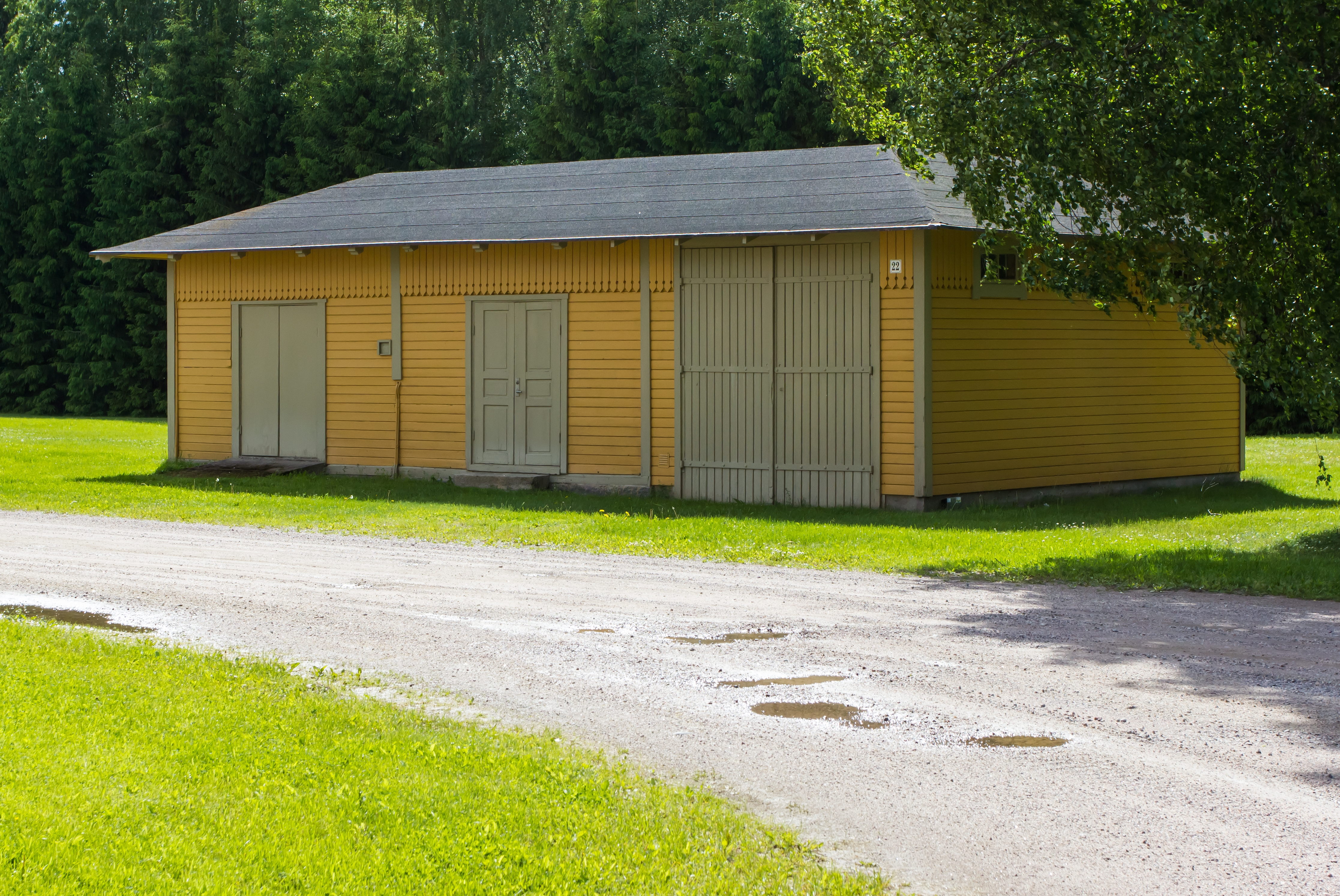
Spruthus på Marma läger
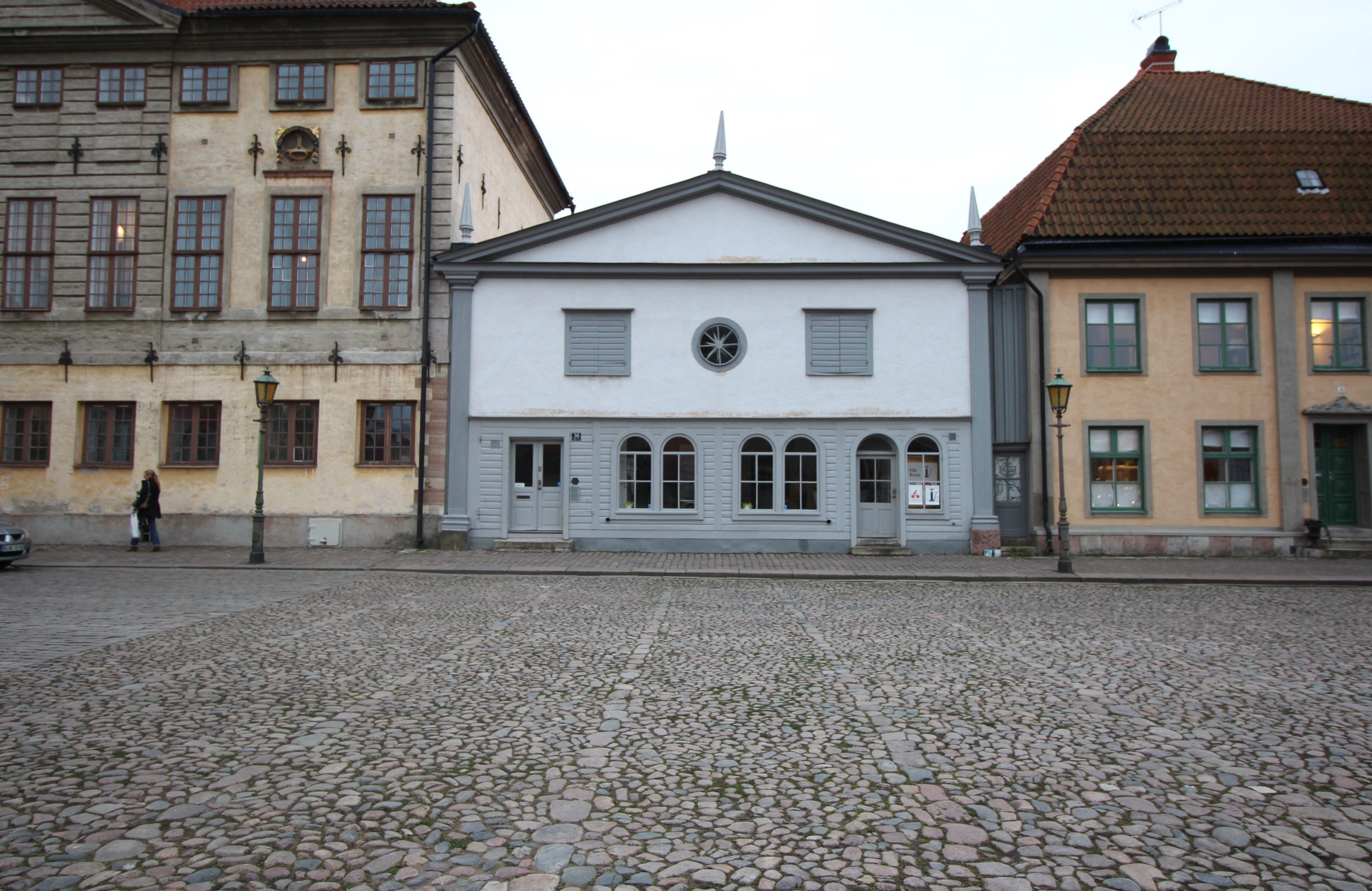
Spruthuset vid Stora torget i Kalmar, i bruk 1760–1866
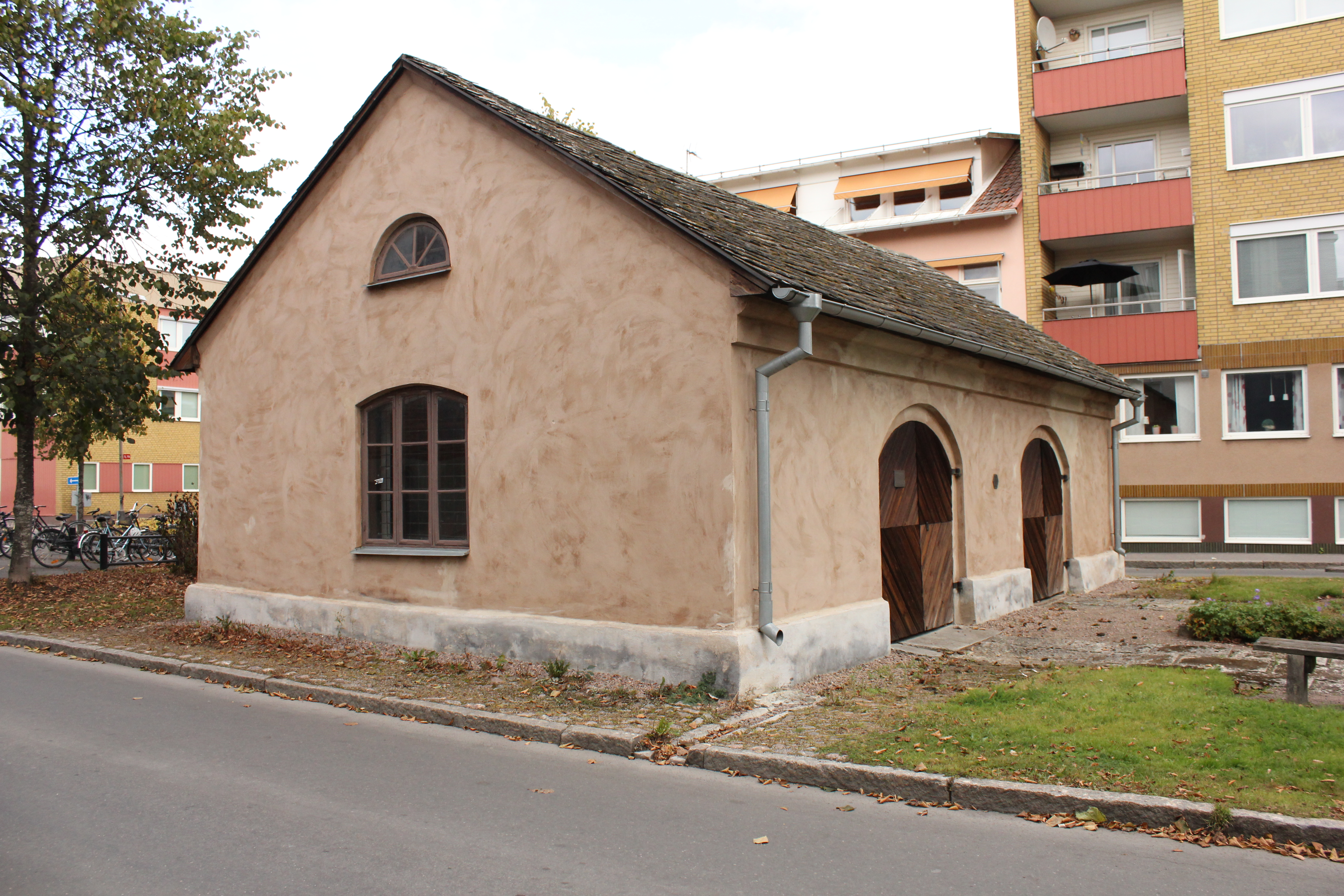
Brandmuseet i Skara, tidigare Spruthuset
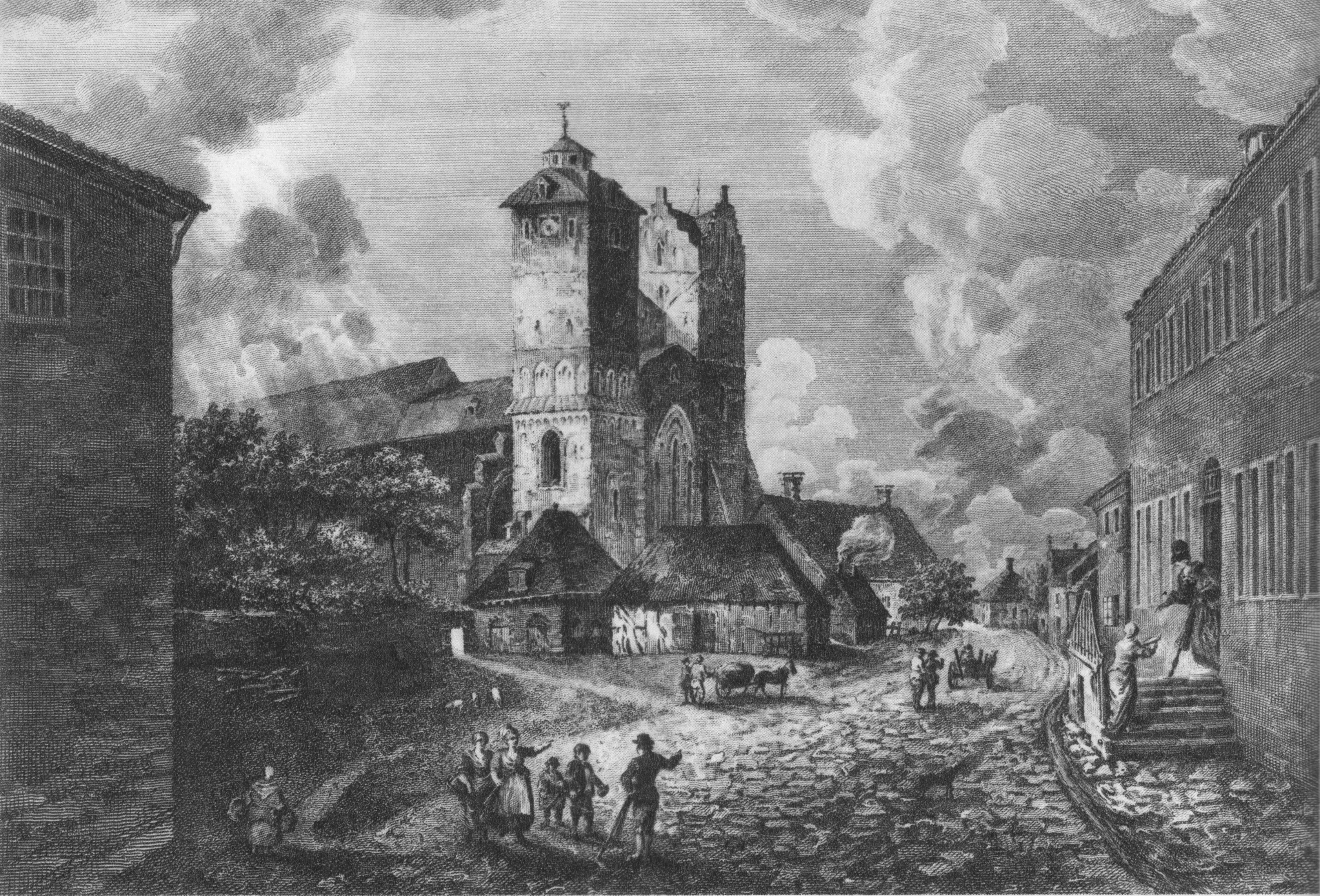
Lilla torg i Lund 1872. Längst till vänster framför Lunds domkyrka är domkyrkans spruthus, i tjänst 1775–1836
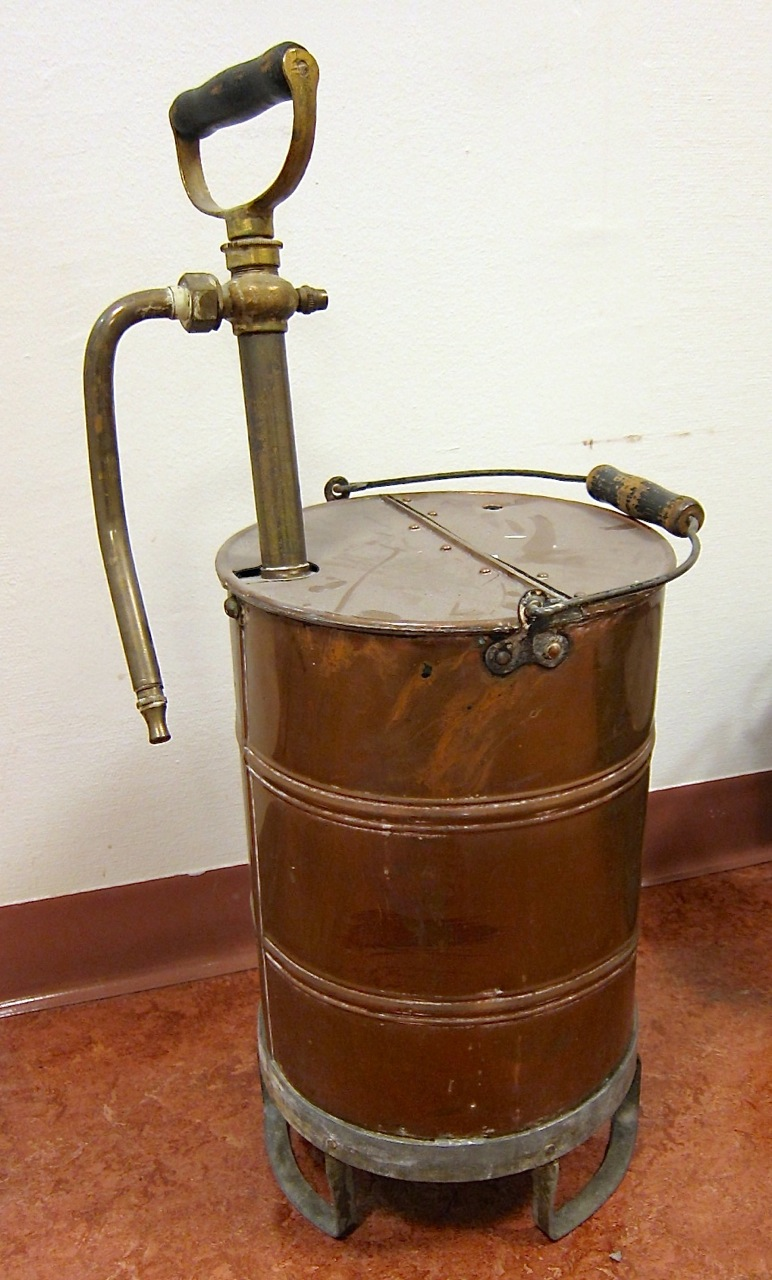
Handpumpad brandspruta
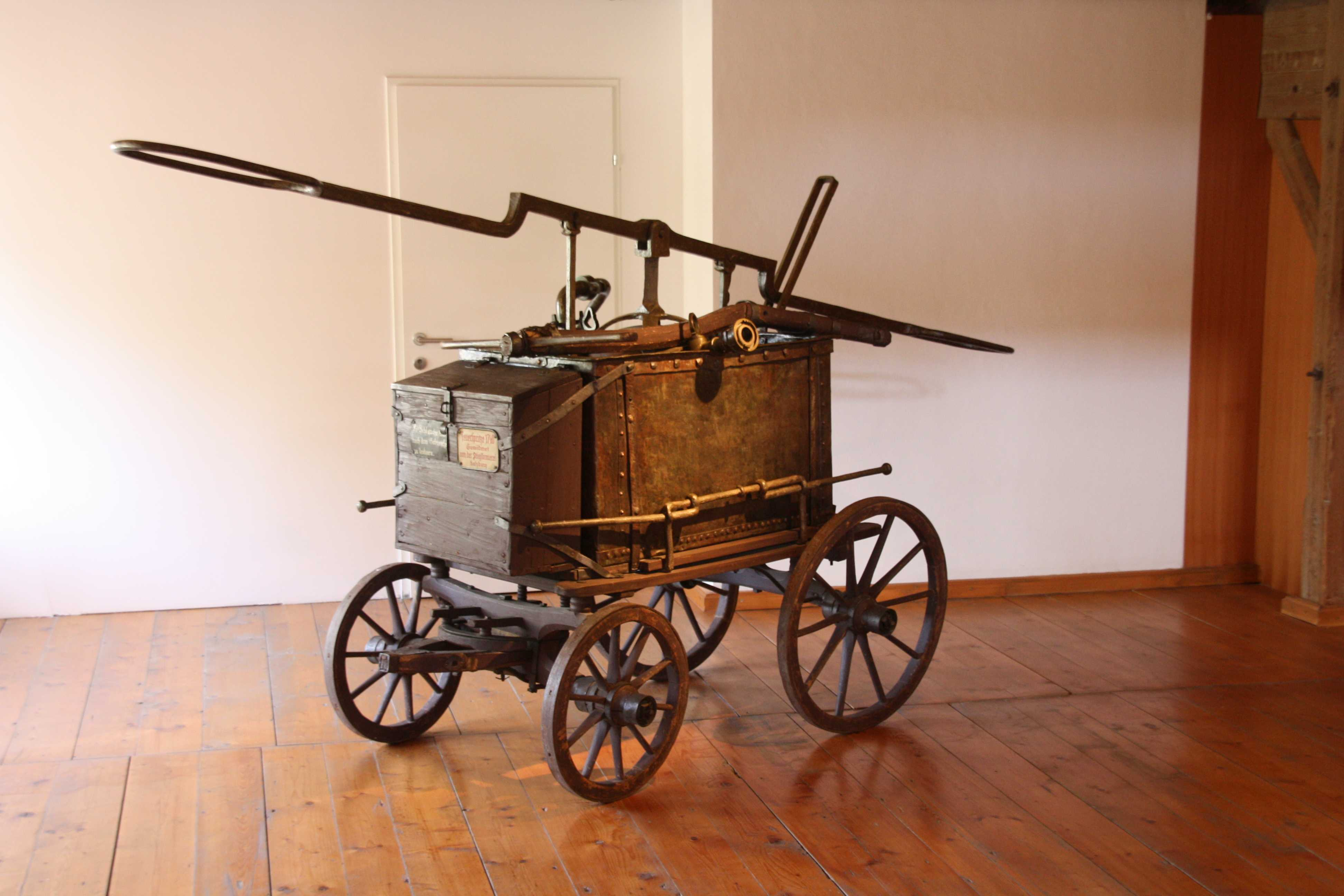
Tysk brandspruta från 1740